# Häresjön
Häresjön är en sjö i Färgelanda kommun i Dalsland och ingår i Örekilsälvens huvudavrinningsområde. Sjön är 11 meter djup, har en yta på 1,7 kvadratkilometer och är belägen 105,1 meter över havet. Sjön avvattnas av vattendraget Härån.

## Delavrinningsområde
Häresjön ingår i det delavrinningsområde (651146-127552) som SMHI kallar för Utloppet av Häresjön. Medelhöjden är 129 meter över havet och ytan är 16,79 kvadratkilometer. Det finns ett avrinningsområde uppströms, och räknas det in blir den ackumulerade arean 33,93 kvadratkilometer. Härån som avvattnar avrinningsområdet har biflödesordning 3, vilket innebär att vattnet flödar genom totalt 3 vattendrag innan det når havet efter 50 kilometer. Avrinningsområdet består mestadels av skog (70 procent). Avrinningsområdet har 2,35 kvadratkilometer vattenytor vilket ger det en sjöprocent på 14 procent.